# Solsystemets upptäckt och utforskning
Solsystemets upptäckt och utforskning har pågått under hundratals år. Under 1600-talet började en mer systematisk utforskning ske genom utvecklandet av jordbaserade teleskop vilka möjliggjorde närmare studier av objekten i solsystemet. Teleskopens utveckling har sedan dess avsevärt gått framåt och moderna teleskop kan skapa bilder även i andra våglängder än synligt ljus, såsom röntgen-, radio- och gammastrålning samt ultraviolett och infraröd strålning. I modern tid har utforskningen även skett med hjälp av rymdsonder som antingen flugit förbi objekten, lagt sig i en bana runt dem eller landat/kraschat på dem. Sedan 1961 har även människor skickats ut i rymden (djur från 1957) och 1969 blev den amerikanska astronauten Neil Armstrong den första människan på månen. Ingen annan himlakropp har dock besökts, även om planer finns på att göra detta.[källa behövs]

## Observationer genom teleskop

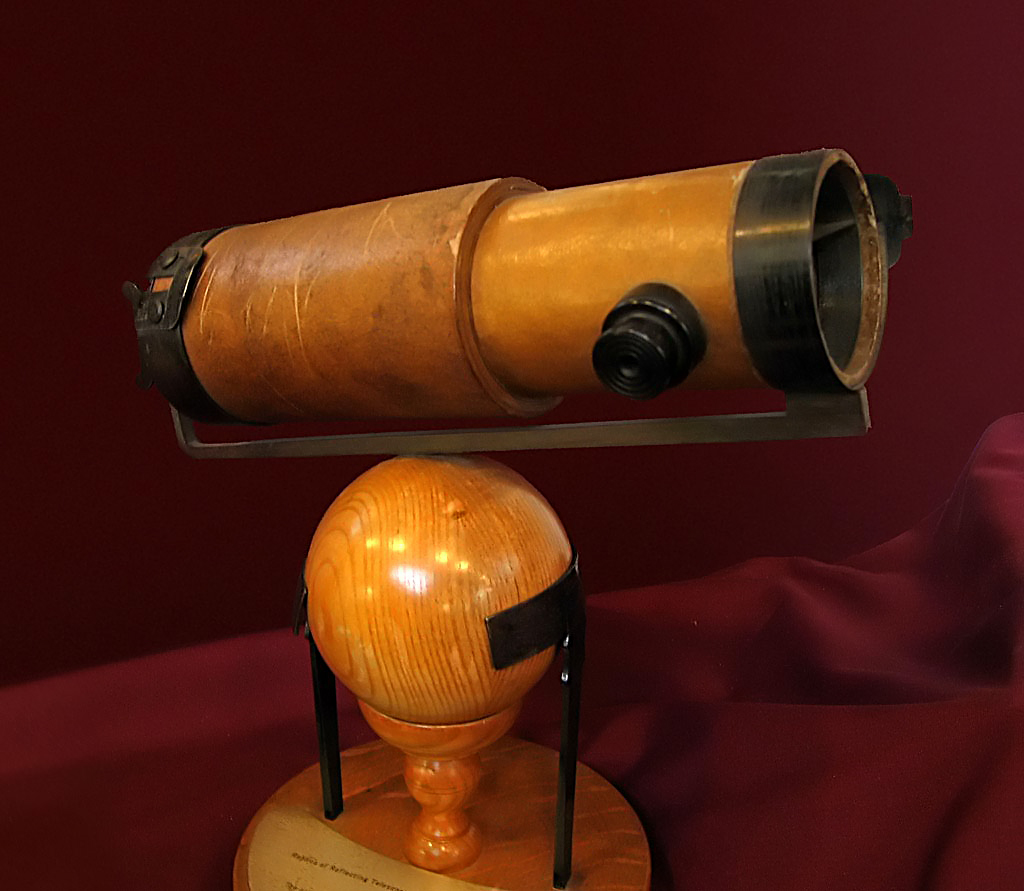
En exakt kopia av Isaac Newtons teleskop.

Den första utforskningen av solsystemet genomfördes genom studier med teleskop då astronomer började med att avbilda de objekt som var för svaga för att iakttas med blotta ögat.
Galileo Galilei var den första som upptäckte fysiska detaljer på de enskilda kropparna i solsystemet. Han upptäckte att månen hade kratrar, att solen var fläckad med solfläckar och att Jupiter hade fyra månar som kretsade runt den.
Christiaan Huygens fortsatte Galileo Galileis studier och upptäckte Saturnus måne Titan och formen på Saturnus ringar. Giovanni Domenico Cassini upptäckte senare ytterligare fyra av Saturnus månar och ett gap mellan Saturnus ringar som fått namnet Cassinis delning.

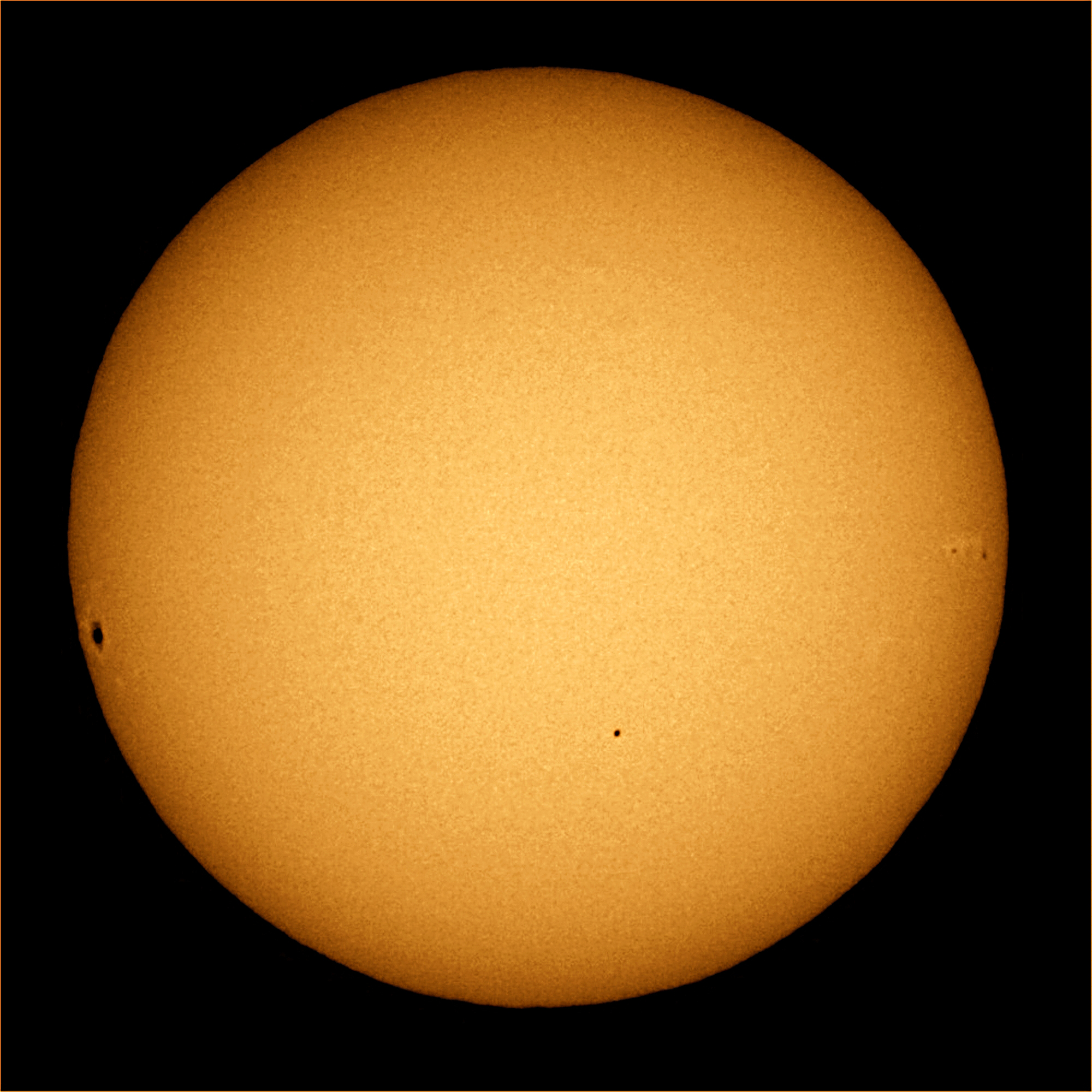
Solen fotograferad genom ett teleskop användandes ett specialfilter för ändamålet. Solfläckar och randfördunkling syns tydligt på bilden.

Edmond Halley insåg år 1705 att de upprepade iakttagelserna av en komet egentligen var samma objekt som regelbundet återkom var 75-76 år. Detta var det första beviset att någonting annat än planeterna kretsade runt solen. Vid denna tid (1704), dök begreppet "Solar System" ("Solsystemet") upp på engelska.
År 1781 spanade William Herschel efter dubbelstjärnor i stjärnbilden Oxen då han upptäckte vad han trodde var en ny komet. Efter studier av dess bana visade det sig dock vara en ny planet, Uranus.
Giuseppe Piazzi upptäckte dvärgplaneten Ceres år 1801, ett mindre objekt mellan Mars och Jupiter som ursprungligen troddes vara en ny planet. Efterföljande upptäckter av tusentals andra mindre objekt i samma region ledde dock till att de objekten omklassificerades som asteroider.
Oregelbundenheter i Uranus bana hade 1846 lett till att många misstänkte att en större yttre planets gravitation måste dra den mot sig. Urbain Le Verriers beräkningar ledde så småningom till upptäckten av Neptunus i september 1846.
Även om det är omdebatterat när solsystemet verkligen "upptäcktes" var det tre observationer, gjorda under 1800-talet, som slutligen avgjorde dess natur och plats i universum. Till att börja med lyckades Friedrich Bessel år 1838 att mäta en stjärnparallax, en skenbar förändring i positionen för en stjärna på grund av jordens färd runt solen. Detta var inte bara den första direkta, experimentella beviset för den heliocentriska världsbilden utan den avslöjade även, för första gången, det oerhörda avståndet mellan vårt solsystem och stjärnorna. År 1859 använde Robert Bunsen och Gustav Kirchhoff den nyligen uppfunna spektrometern för att undersöka den spektrala signaturen för solen. De upptäckte då att den bestod av samma ämnen som jorden och etablerade för första gången en fysisk länk mellan jorden och himlavalvet. Slutligen jämförde fader Angelo Secchi den spektrala signaturen för solen med den hos andra stjärnor och delade in dessa i klasser, varav solen räknades som en gul stjärna. Att de innehöll samma ämnen ansåg han korrekt vara ett bevis för att solen var en stjärna, detta ledde till teorin att andra stjärnor kunde ha egna planetsystem, även om det tog närmare 140 år innan det kunde bevisas.
Ytterligare ojämnheter i banorna för de yttre planeterna ledde till att Percival Lowell drog slutsatsen att ytterligare en annan planet, "Planet X", måste ligga bortom Neptunus. Efter hans död fortsatte hans observatorium, Lowell Observatory, sökandet och Clyde Tombaugh fann slutligen Pluto år 1930. Pluto visade sig dock vara för liten för att ha påverkat banan på de yttre planeterna så upptäckten var därför en slump. Likt Ceres ansågs den till att börja med vara en planet, men då ytterligare en mängd objekt i dess närhet, som hade samma storlek, blivit funna blev den omklassificerad till dvärgplanet av IAU år 2006.
De första bevisen för andra planetsystem än vårt upptäcktes 1992 (redan 1989 upptäcktes vad som kan vara en exoplanet, men det är ännu inte bekräftat). Planetsystemet krestade runt pulsaren PSR B1257+12. Tre år senare upptäcktes 51 Pegasi b, den första exoplaneten som kretsade runt en stjärna liknande solen. Fram till den 18 juli 2009 var 353 exoplaneter funna.
År 1992 upptäcktes även (15760) 1992 QB1 av astronomerna David C. Jewitt och Jane Luu. Objektet visade sig vara det första av en ny grupp av objekt vilka kom att kallas Kuiperbältet. Det är en isig motsvarighet till det asteroidbälte som Pluto och Charon anses tillhöra., 
Mike Brown, Chad Trujillo och David Rabinowitz tillkännagav upptäckten av Eris år 2005. Eris var ett objekt större än Pluto beläget i det så kallade scattered disc och det var det största objektet som upptäckts i bana runt solen sedan Neptunus.

## Observationer med rymdfarkoster

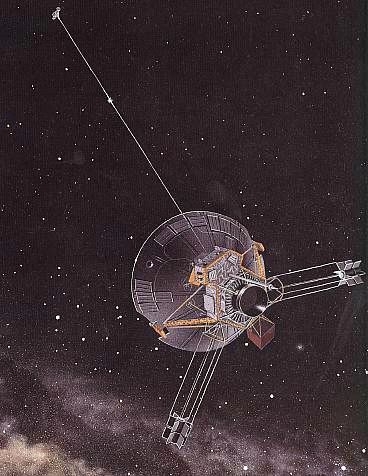
En konstnärs bild av Pioneer 10 som passerade Plutos bana år 1983. Den sista sändningen mottogs i januari 2003. Den hade då nått omkring 82 AU bort. Den nu nästan 50 år gamla rymdsonden färdas bort från solen med en hastighet på över 43 400 km/h.

Sedan starten på rymdåldern har en stor del av utforskningen av solsystemet skett genom användandet av rymdsonder som sänts ut på fjärrstyrda obemannade uppdrag. Dessa har skickats upp av ett flertal olika rymdorganisationer. 
Alla planeter i solsystemet har nu i varierande grad fått besök av rymdsonder uppsända från jorden. Genom dessa obemannade missioner har närbilder på planeterna tagits och i vissa fall har även landare besökt ytan och genomfört tester av marken och av atmosfären. 
Det första människoskapade objektet som sändes ut i rymden och placerades i bana runt jorden var den ryska satelliten Sputnik 1 som sändes ut den 4 oktober 1957. Den lyckades ligga i bana runt jorden till den 4 januari efterföljande år. Den amerikanska sonden Explorer 6, som sändes upp 1959, var den första satelliten som tog bilder av jorden från rymden.

### Förbiflygningar
Den första rymdsonden som lyckades flyga till en annan kropp i solsystemet var Luna 1 som passerade förbi månen år 1959. Den var ursprungligen tänkt att krascha ner på månen men missade sitt mål och blev istället det första människoskapade objektet att gå i bana runt solen. Mariner 2 var den första sonden att färdas till en annan planet, målet var Venus och sonden nådde dit år 1962. Den första lyckade förbiflygningen av Mars gjordes av Mariner 4 år 1965. Merkurius fick besök för första gången år 1974 av sonden Mariner 10.

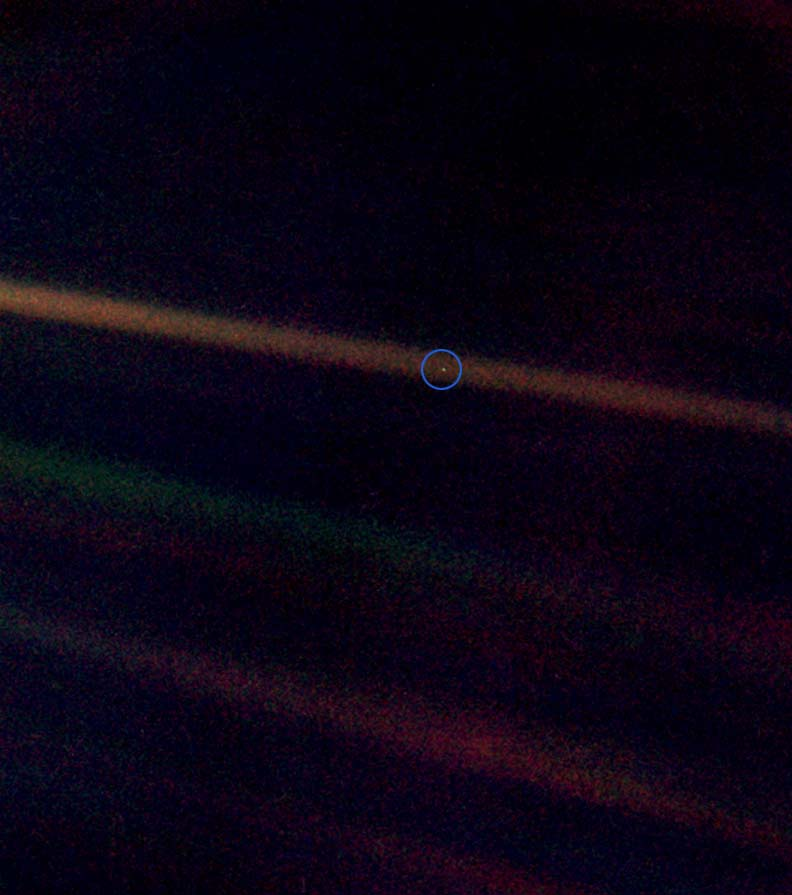
Ett foto av jorden (inringad) tagen av Voyager 1, 6,4 miljarder km (4 miljarder miles) bort. Strimmorna av ljus är diffraktionstaggar som strålar ut från solen (till vänster utanför bilden). Detta fotografi är känt som "Bleka blå pricken".

Den första sonden att utforska de yttre planeterna var Pioneer 10 som flög förbi Jupiter år 1973. Pioneer 11 blev den första sonden som besökte Saturnus, vilket skedde 1979. Voyagersonderna genomförde en långresa till de yttre planeterna efter uppskjutningen år 1977. De båda sonderna passerade Jupiter 1979 och Saturnus år 1980–1981. Voyager 2 fortsatte därefter med att på nära håll undersöka Uranus 1986 och Neptunus 1989. De båda Voyagersonderna är nu långt bortanför Neptunus bana och ligger på en kurs för att finna och studera det område, chockfronten, där solvinden saktar ned till ljudets hastighet samt heliopausen och heliosfären. Enligt NASA har båda Voyagersonderna nått chockfronten på ett avstånd av cirka 93 AU från solen.
Den första förbiflygningen av en komet ägde rum år 1985 då International Cometary Explorer (ICE) passerade förbi kometen Giacobini-Zinner, medan den första förbiflygningen av en asteroid genomfördes av rymdsonden Galileo. Galileo tog bilder av både 951 Gaspra (år 1991), och 243 Ida (år 1993) på dess väg mot Jupiter.
Inget objekt i Kuiperbältet har ännu besökts av en rymdsond. Den 19 januari 2006 sköts sonden New Horizons upp som det första människoskapade objektet avsett att utforska det området. Den passerade Pluto den 14 juli 2015. Uppdraget har nu förlängts och sonden planeras passera objektet 486958 Arrokoth i Kuiperbältet den 1 januari 2019.[uppföljning saknas]

### Kretsare, strövare och landare
År 1966 blev månen den första himlakroppen i solsystemet, bortsett från jorden, att få en människoskapad satellit, Luna 10, kretsande runt sig. Mars var den första planeten då Mariner 9 år 1971 gick in i bana, Venus följde 1975 med Venera 9, Jupiter år 1995 med sonden Galileo, asteroiden 433 Eros fick besök av NEAR Shoemaker år 2000 och Saturnus år 2004 av Cassini-Huygens. Sonden MESSENGER lade sig i en bana runt Merkurius i mars 2011, och sonden Dawn runt dvärgplaneten Ceres i mars 2015. 
Den första sonden att landa på en annan himlakropp var den sovjetiska sonden Luna 2 som slog ned på månen år 1959. Sedan dess har planeter belägna allt längre bort nåtts av sonder som har landat på eller slagit ned på ytan. Venus nåddes år 1966 av Venera 3; Mars år 1971 av sonden Mars 3 (även om en helt perfekt landning inte skedde förrän Viking 1 landade år 1976); NEAR Shoemaker besökte år 2001 asteroiden 433 Eros. Saturnus måne Titan fick besök av sonden Huygens, som hade separerats från moderfarkosten Cassini, kometen Tempel 1 fick besök av Deep Impact år 2005. Kretsaren Galileo släppte även ned en sond i Jupiters atmosfär år 1995. Då Jupiter saknar fast yta förstördes den av den ökande temperaturen och trycket då den dalade nedåt. 
Till dags datum (2017) har endast två andra himlakroppar, månen och Mars, besökts av mobila strövare. Den första strövaren att besöka en annan himlakropp var den sovjetiska Lunochod 1 som landade på månen 1970. Den första att besöka en annan planet var Sojourner som år 1997 landade på Mars och färdades cirka 500 meter över dess yta. De enda bemannade strövaruppdragen som besökt en annan värld är NASA:s månbil som togs dit vid Apollo 15-, 16- och 17-uppdragen, som varade mellan 1971 och 1972.

## Bemannad utforskning
Bemannad utforskning av solsystemet är ännu begränsad till Jordens omedelbara omgivning. Den första människan att nå rymden (definierat som en höjd av över 100 km) och gå i bana runt jorden var den sovjetiska kosmonauten Jurij Gagarin som sköts upp med Vostok 1 den 12 april 1961. Den första människan att beträda ytan på en annan himlakropp i solsystemet var den amerikanska astronauten Neil Armstrong som steg ut på månen den 21 juli 1969 under Apollo 11 landning. Ytterligare fem månlandningar skedde fram tills 1972. Den amerikanska rymdfärjan, som användes för första gången 1981, är den enda rymdfarkosten som gått att återanvända vid upprepade tillfällen. De fem rymdfärjorna som har byggts har flugit total 121 uppdrag, med två färjor som har förstörts genom olyckor. Den första rymdstationen som placerats i bana runt jorden, och som haft besök av mer än en besättning, var NASA:s Skylab. Skylab fick sammantaget besök av tre besättningar mellan åren 1973-1974. 
Den verkligt första bosättningen i rymden var den sovjetiska rymdstationen Mir, som konstant hade kosmonauter boende där under tio år, från 1989 till 1999. Den stängdes och störtades medvetet in i jordens atmosfär där den brann upp den 23 mars 2001. Den Internationella rymdstationen tog över dess plats och har haft en kontinuerlig mänsklig närvaro i rymden sedan den 2 november 2000. 
Är 2004 blev SpaceShip One det första privatfinansierade farkosten att nå 100 km höjd. Samma år presenterade den dåvarande amerikanske presidenten George W. Bush sin Vision for Space Exploration. I den fastslog han att rymdfärjorna skulle avvecklas och ersättas, att amerikaner åter skulle sätta sin fot på månen och att en bemannad mission till Mars slutligen skall äga rum.